# Собко, Сергей Станиславович
Сергей Станиславович Собко (род. 11 июля 1984, Литин, Винницкая область) — бригадный генерал Вооруженных сил Украины, начальник штаба — заместитель командующего Сил территориальной обороны ВСУ (2022). Герой Украины (2015).

## Биография
Родился 11 июля 1984 года в поселке Литин Винницкой области. В 2001 году окончил с золотой медалью Литинскую среднюю общеобразовательную школу № 2. В 2005 году окончил Одесский военный институт Сухопутных войск с «красным» дипломом. После окончания института был направлен для прохождения дальнейшей службы в 30-ю отдельную механизированную бригаду 8-го армейского корпуса Сухопутных войск Вооруженных Сил Украины, которая дислоцируется в городе Новогород-Волынской Житомирской области, где прошел путь от командира взвода гранатометчиков к заместителю командира бригады.
В 2007—2008 годах участвовал в миротворческой миссии в составе украинского контингента в Косове. Проходил обучение на курсах повышения квалификации за рубежом: изучение английского языка (Канада), ведения боевых действий зимой (Норвегия, 2009), курсы офицеров наблюдателей (военная база Хохен Фельс, Германия, 2009) и повышенный 9-месячный курс офицеров пехоты по организации и тактики ведения боя (форт Бенинг, штат Джорджия, США). Получил от общины Новоград-Волынского диплом «Гордость города — 2013» в номинации «Военная доблесть».
В 2014 году офицер успешно сдал тесты и был зачислен на обучение в один из старейших высших учебных заведений армии США — Командно-штабной колледж армии США в штат Канзас. Уже должен был ехать на учебу, но начались боевые действия на Донбассе.
Живет в Новоград-Волынском вместе с женой Верой и сыном Иваном. Родители Сергея проживают в Литине. Отец, Станислав Антонович — учитель информатики в Литинской школе № 2. Мать, Ольга Дорофеевна — медсестра районной больницы

### Участие в боевых действиях
После начала вооружённого конфликта на востоке Украины командир механизированного батальона 30-й отдельной механизированной бригады майор Сергей Собко выполнял боевые задачи в зоне проведения антитеррористической операции.
27 июля 2014 года батальонные тактические группа под руководством Сергея Собко вместе с десантниками 95-й бригады взяла стратегический плацдарм Саур-могила. Его батальон обеспечивал выход подразделений Вооруженных сил и Пограничной службы из окружения у границы с Россией на участке от Петровского до Миусинска. Комбат Сергей Собко стал одним из героев фильма «Рейд. Сила непокоренных».
В течение июля-сентября 2014 года подразделение под руководством Собко выполняло задачи на территории Луганской области. В начале 2015 года участвовал в боях в районе города Дебальцево, со своими бойцами выходил из окружения. Затем получив звание подполковника был назначен на должность заместителя командира бригады.
С августа 2017 года —командир 128-й отдельной горно-пехотной бригады. По состоянию на июнь 2018 года — полковник.
Супруга — Виктория Собко

## Награды
- Звание Герой Украины с вручением ордена «Золотая Звезда» (23 марта 2015) — «за личное мужество, самоотверженность и высокий профессионализм, проявленные в защите государственного суверенитета и территориальной целостности Украины»[6];
- Памятный нагрудный знак «Воин-миротворец»;
- Медаль НАТО «NON ARTICLE 5».